# ماركوس لاندري
ماركوس لاندري (بالإنجليزية: Marcus Landry)‏ مواليد 1 نوفمبر 1985 في ميلواكي، هو لاعب كرة سلة أمريكي. بدأ مسيرته الاحترافية في سنة 2009. يلعب في ليغا باسكيت الدرجة الأولى. يحمل الرقم 8. يبلغ طوله 6 قدم 7 بوصة (2.0 م).

## المسيرة الاحترافية
لعب مع نيويورك نيكس في موسم 2009–2010، ثم لعب مع بوسطن سيلتكس في سنة 2010، ثم لعب مع باسكت مانريسا في الدوري الإسباني في سنة 2011، ثم لعب مع شانغهاي شاركس في موسم 2011–2012، ثم لعب مع نادي إشبيلية لكرة السلة في الدوري الإسباني في موسم 2013–2014.

## روابط خارجية
- ماركوس لاندري على موقع إن بي أي (الإنجليزية)
- ماركوس لاندري على موقع سبورتس رفرنس (الإنجليزية)
- ماركوس لاندري على موقع الدوري الإسباني لكرة السلة (الإسبانية)
- ماركوس لاندري على موقع كرة السلة الأوروبية.كوم (الإنجليزية)
- ماركوس لاندري على موقع كلية كرة السلة في سبورتس رفرنس.كوم (الإنجليزية)
- ماركوس لاندري على موقع ريلجم (الإنجليزية)
- ماركوس لاندري على موقع بروبوليرز (الإنجليزية)
- ماركوس لاندري على موقع سبورتس رفرنس (الإنجليزية)
- ماركوس لاندري على موقع سبورتس رفرنس (الإنجليزية)